# Avantgarda Music Club
Avantgarda Music Club, zkráceně také AMC klub nebo Áčko, byl jeden z nejstarších hudebních podniků v Česku, jedno ze tří původních center českého undergroundu. Nacházel se v centru Jihlavy; fungoval v letech 1990–2005.
V devadesátých letech byli promotéry klubu Václav Kůs a Roman Grič, členové kapely Water Closet Band, kteří podnik s tehdy 130letou historií změnili na centrum kultury tehdejší doby. V devadesátých letech pomáhal klub AMC proslavit se mnoha interpretům, mezi nimiž byli například skupiny Indy & Wich nebo Jižní Pionýři, jejichž premiéra přišla právě v klubu AMC v roce 1999. Poslední jmenovaná kapela zde také založila nezávislé hudební vydavatelství Avantgarda Muzik.
| „            | V šatně u hajzlíků, ve které jsme zpočátku i nocovali, patrové postele, povlečené starýma, asi nikdy nepranýma dekama. Na pódiu s jedním funkčním odposlechem, o který jsme losovali a který stejně moc nefungoval. Se zvukařem, kterého jsme po koncertě honili kolem klubu, abychom ho zabili za to, že zabil náš koncert, ale nikdy jsme ho nedohonili. Se začátkama koncertů ve 23 hodin, přičemž ve 22 hodin v klubu nebyla ani noha, a v těch jedenáct rozjetých 600 lidí. S celonočníma táborákama na nádvoří. A hlavně s Vencou Kůsem, legendou legend. | “ |
| — Petr Fiala | |   |